# هيبر
هيبر هو لاعب كرة قدم برازيلي في مركز الهجوم، ولد في 10 أغسطس 1991 في Colorado do Oeste ‏ في البرازيل. لعب مع نادي رييكا.

## وصلات خارجية
- هيبر على موقع الدوري الأمريكي (الإنجليزية)
- هيبر على موقع قاعدة بيانات كرة القدم.إي يو (الإنجليزية)
- هيبر على موقع ليكيب (الفرنسية)
- هيبر على موقع Soccerway.com (الإنجليزية)
- هيبر على موقع عالم كرة القدم.نت (الإنجليزية)